# Skottie Young
Pour les articles homonymes, voir Young.
Skottie Young (né le 3 mars 1978 à Fairbury) est un auteur de bande dessinée américain qui travaille pour Marvel Comics depuis 2000.
À partir de 2009, il dessine Le Magicien d'Oz, adaptation en bande dessinée par Eric Shanower des histoires du pays d'Oz, qui lui vaut quatre prix Eisner, dont celui du meilleur dessinateur en 2011.

## Prix et récompenses
- 2010 : Prix Eisner de la meilleure mini-série et de la meilleure publication pour enfants avec Le Magicien d'Oz (avec Eric Shanower)
- 2011 : Prix Eisner de la meilleure adaptation (avec Eric Shanower) et du meilleur dessinateur/encreur pour Le Merveilleux Pays d'Oz
- 2013 : Prix Inkwell « tout-en-un » (du meilleure dessinateur/encreur)